# Даніел Владарж
Даніел Владарж (чеськ. Daniel Vladař; 20 серпня 1997, м. Прага, Чехія ) — чеський хокеїст, воротар. Виступає за «Ретиржі» (Кладно) у Чеській Екстралізі.
Виступав за «Ретиржі» (Кладно).
У складі молодіжної збірної Чехії учасник чемпіонатів світу 2015 та 2017. У складі юніорської збірної Чехії учасник чемпіонатів світу 2014 і 2015.
Досягнення
- Срібний призер юніорського чемпіонату світу (2014)